# Nachal Kana
Nachal Kana (hebrejsky נחל קנה) je vádí na Západním břehu Jordánu a v Izraeli. S plochou povodí 240 kilometrů čtverečních a délkou několik desítek kilometrů jde o jedno z největších vádí v regionu.
Začíná v centrální hornaté části Samařska. Směřuje pak k západu, přičemž míjí rozsáhlý blok izraelských osad (část bloku Guš Ari'el) Imanuel, Jakir, Nofim, Karnej Šomron a Ma'ale Šomron. Pak se stáčí k jihozápadu a míjí některé palestinské vesnice, aby pak ze severu obešla další izraelskou osadu Oranit, za ní vstupuje na území vlastního Izraele. Mezi vesnicemi Nirit a Chorešim pak vchází do zemědělsky intenzivně využívané pobřežní planiny, přičemž svahy podél řeky zde byly osázeny lesem. Z jihu obchází město Džaldžulja a pak na jihovýchodním okraji města Hod ha-Šaron v aglomeraci města Tel Aviv ústí do řeky Jarkon. Na dolním toku je vádí silně znečištěno, zejména z města Džaldžulja.

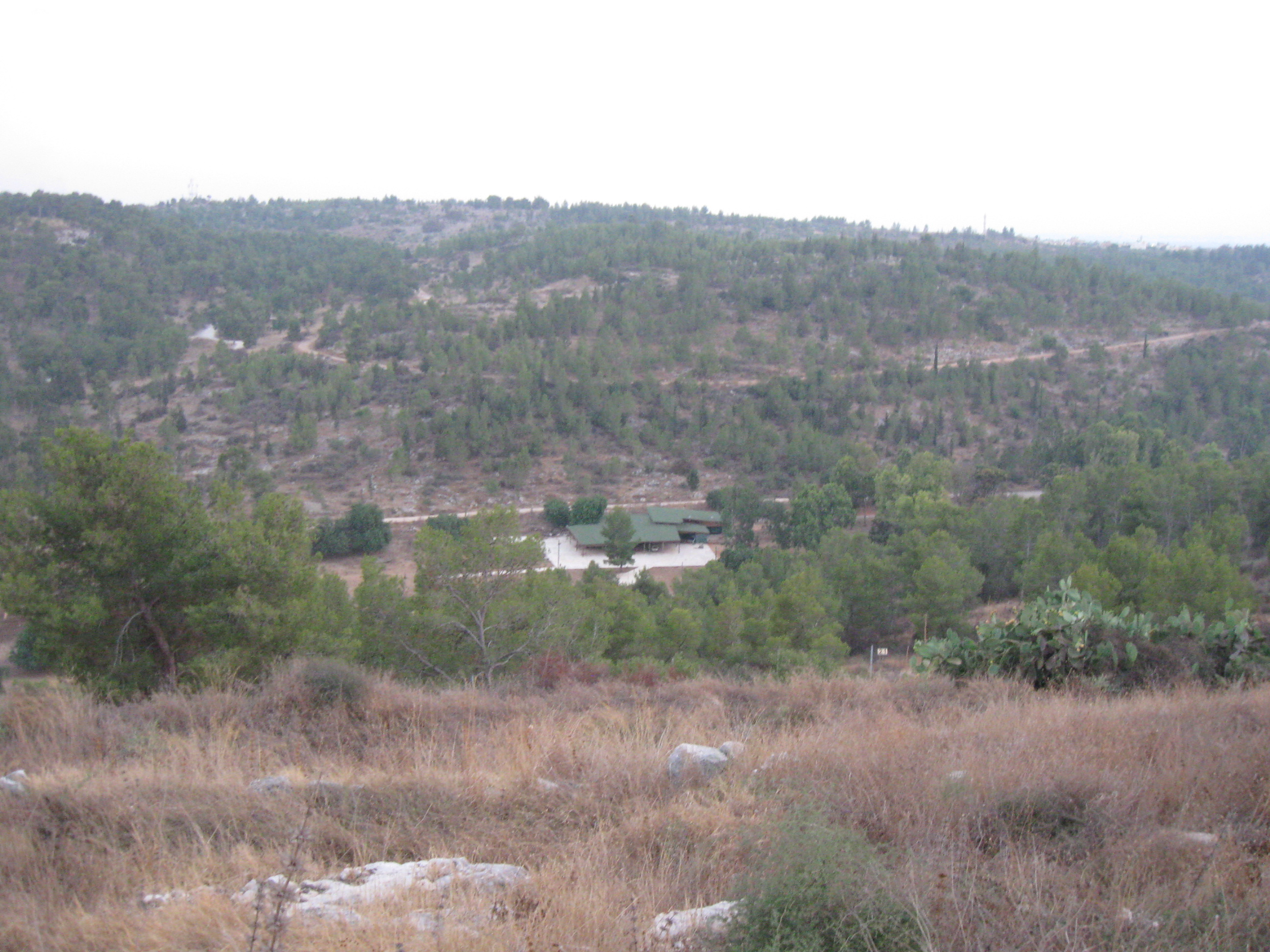
Zalesněné svahy podél Nachal Kana u obce Chorešim

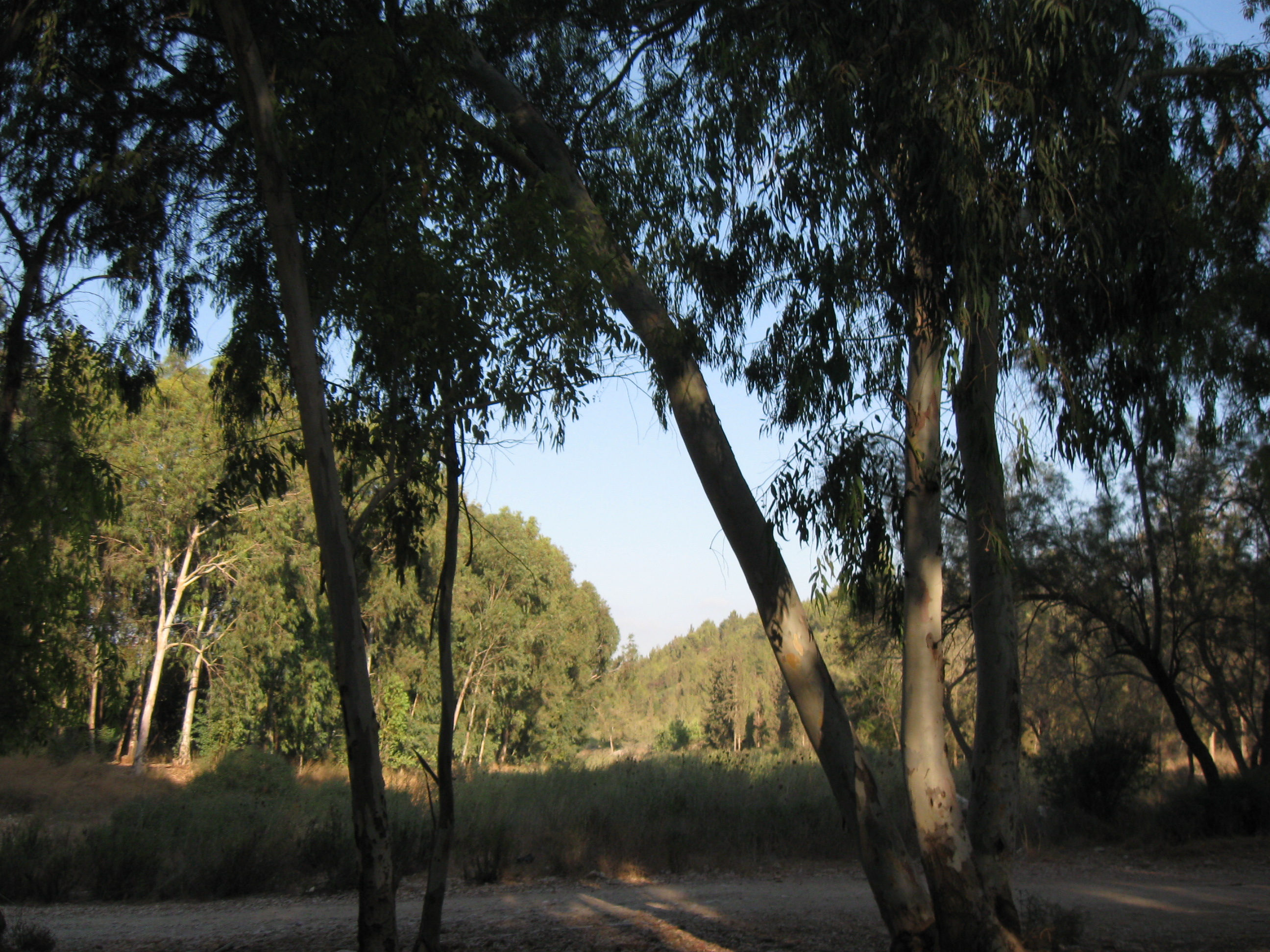
Les podél Nachal Kana u obce Chorešim

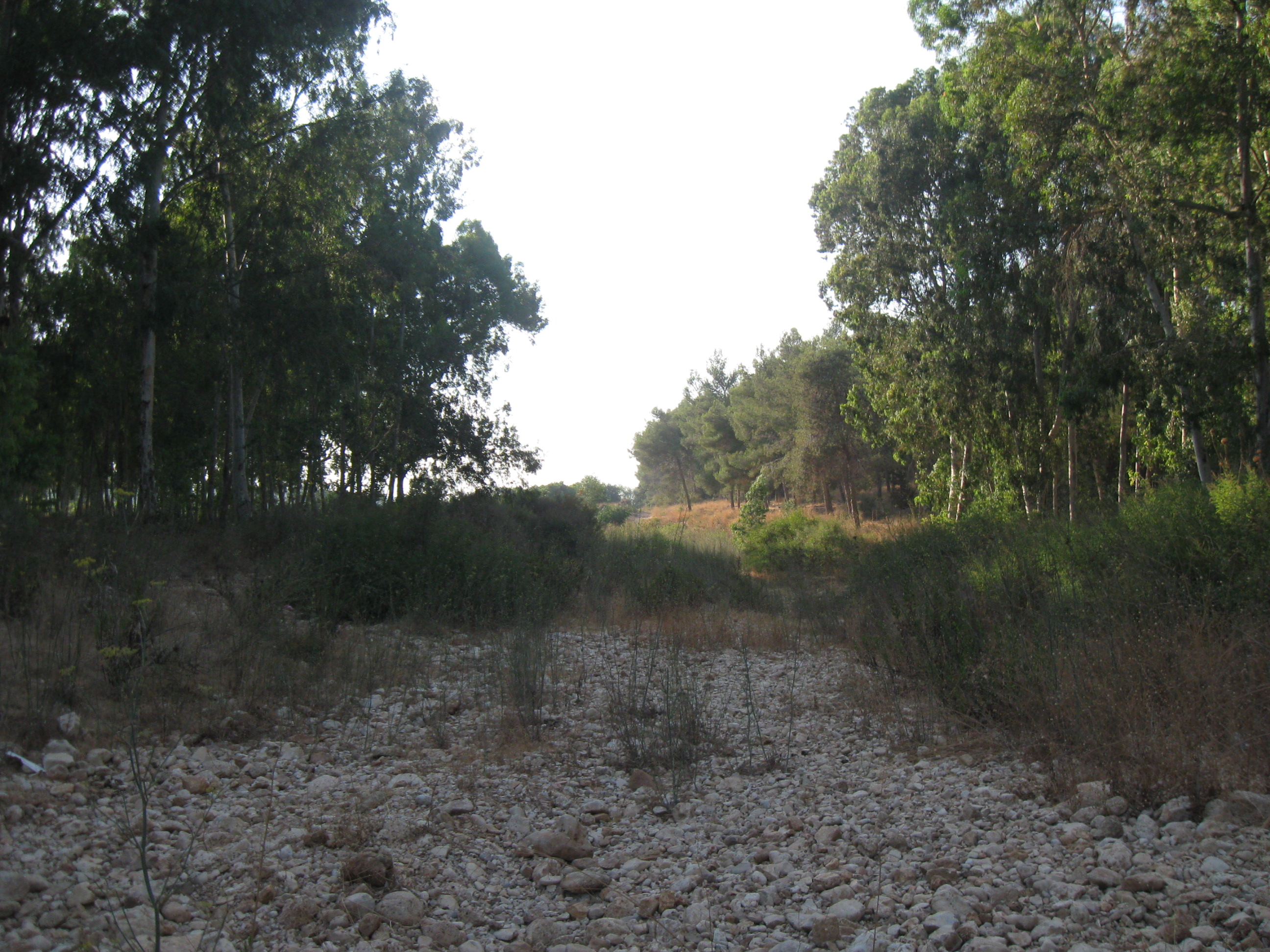
Les podél Nachal Kana u obce Chorešim

V Bibli se tento tok zmiňuje jako hranice mezi územím kmenů Manases a Efraim. Na středním toku, poblíž izraelských osad okolo Karnej Šomron, vytváří vádí hluboké údolí s částečně zalesněnými svahy. Je tu vyhlášena přírodní rezervace. Údolí tu překonává lokální silnice 5066. Postavili ji roku 1938 Britové během mandátní Palestiny jako strategickou dopravní linii, která měla zlomit odpor Arabů během arabského povstání v letech 1936–1939. Po roce 1967, kdy Západní břeh Jordánu okupoval Izrael a zahájil jeho osidlování, je vádí využíváno i židovskými obyvateli regionu. Koná se tu pravidelný pochod za účasti tisíců lidí ke Dni nezávislosti.
Kvalita vody v Nachal Kana se postupně zhoršovala, protože do něj ústily kanalizační splašky ze všech okolních obcí. Postupně ale byly izraelské osady na středním toku vybaveny čističkami vod. Vádí ale trpí nízkým průtokem kvůli odčerpávání zdejších pramenů pro potřeby místních obyvatel.